# Fàbrica Sala (Sallent)
La Fàbrica Sala és un edifici del municipi de Sallent (Bages) inclosa en l'Inventari del Patrimoni Arquitectònic de Catalunya.

## Descripció
La façana és un mur afegit a la part antiga de la fàbrica, consta d'una porta d'accés a un pati interior i d'un portal -finestra cecs a la dreta i tres a l'esquerra. Tots els portals i portes estan coberts amb arcs cecs que volen recordar els ogivals. També és neo-gòtica la decoració d'arcs trilobats i pinacles i columnes, i neo-romànic els frisos de dents de serra fets amb totxo. Sobre el fris de dents de serra hi ha un altre fris de rajola vidriada. Tot plegat dona al conjunt un aire modernista.

## Història
A la façana hi consta, gravat, l'any 1903. La família Sala fou uns fabricants sallentins que de paraires, passaren a la indústria tèxtil i a través de diverses ampliacions aconseguiren ser la segona empresa tèxtil de la població. En els anys 60 tancaren i vengueren els edificis a l'empresa "Metales y Plateria Ribera, S.A." (Les Culleres) que hi traslladà una part de l'activitat productiva de la fàbrica que tenia un centenar de metres més amunt.